# 埃利·维瑟尔
埃利瑟·“埃利”·维瑟尔（Eliezer "Elie" Wiesel，1928年9月30日—2016年7月2日），是一位作家、教师、活跃政治家、诺贝尔奖得主与犹太人大屠杀的倖存者。第一本作品《夜》描述他一家人在納粹集中營的遭遇，影響力和《安妮日記》齊名。諾貝爾獎委員會讚譽他是「人性的使者」、「充斥種族歧視世界中的重要精神領袖」，維瑟爾領獎時致辭「不管世上何時何地有人類受苦受辱，一定要選邊站。保持中立只會助長壓迫者，而不是受害者。」 歐巴馬稱他是「本世代人類的道德之聲，也是全球的良知。」以色列總理班傑明·納坦尼雅胡說「他是黑暗中的一道光，永遠相信人類良善面。」 
2016年7月2日，以色列猶太大屠殺紀念館證實維瑟爾逝世，享壽87歲。

## 生平
1928年出生於錫蓋特（現於羅馬尼亞境內），他與家人在二次大戰中被關押到納粹德國奧斯威辛集中營，他的母親、妹妹死於集中營毒氣室，父親在布亨瓦德集中營死於痢疾。美軍1945年進入集中營，營救受害者，維瑟爾當年17歲。戰後他和倖存的2位姊姊於法國團聚，他曾住在法國孤兒院，後畢業於巴黎索邦大學，在猶太報紙擔任記者數年。。

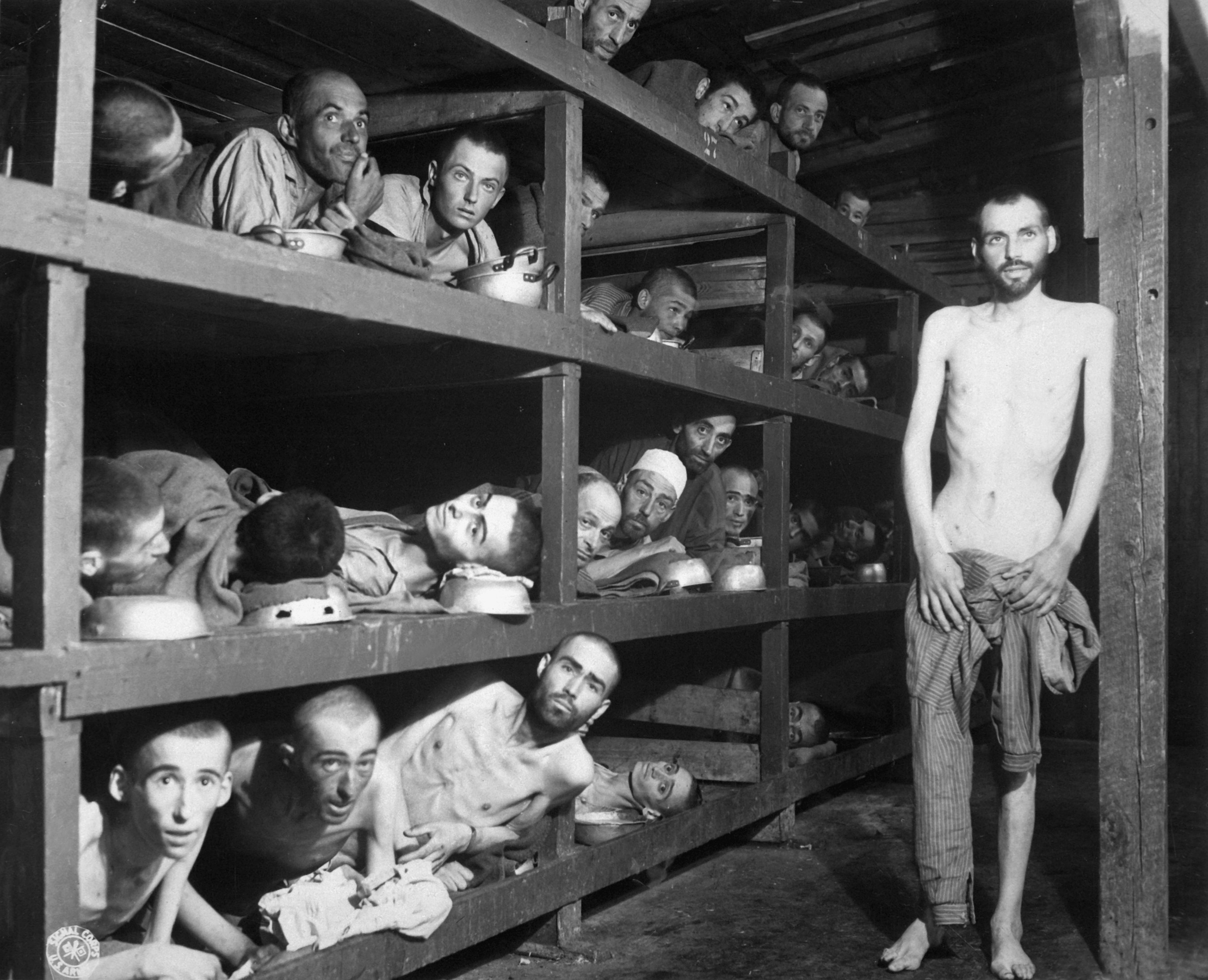
布痕瓦尔德集中营（埃利·维瑟尔为地上2層的左起第7人，位在木柱旁、時年16歲）

1963年成為美國公民，與妻子馬麗雍．維瑟爾（Marion Wiesel）住在康乃狄克州。他曾於1980到1986年任美國大屠殺紀念委員會主席，1985年獲美國總統雷根頒發國會金質勳章，1992年獲老布希總統授予總統自由勳章。曾任安德魯．美隆人文科講座教授，被授予最高榮譽的「校級教授」資格。
维瑟尔于1986年获颁诺贝尔和平奖，挪威诺贝尔委员会誉他为“人类的使者”，指出他经过种种艰难而产生的词句，有着“他对于希特勒的死亡集中营内一切耻辱及对人道彻底藐视的个人经历”，以及他“对和平之业的实践与奋斗”，维瑟尔已向人类交递了“和平、赎罪与人性尊严”的有力启示。
他着有57本著作，其中最具名的，是记述他在大屠杀期间与被监禁于数个集中营的经历的自传、第一本著作《夜》。他在其他领域的作品也为文学与宗教学贡献良多，并记录了他自身对犹太灵性的阐述。
美国前总统小布希在其自传《抉择时刻》中表示，维瑟尔对他说：“总统先生，你有责任对邪恶采取行动。”布希在书中指出，维瑟尔激动的将海珊比作如同纳粹般残暴。
他創設的基金會曾發起聯署，要求中華人民共和國政府釋放諾貝爾和平獎得主劉曉波，外界常引用他的名言來討論六四事件。

## 著作
- 夜》（页面存档备份，存于），納粹集中營回憶錄，犹太大屠杀的经典作品。
- 《神的使者：聖經故事中的人物與傳奇Messengers of God: Biblical Portraits and Legends》

## 名言
- 不管世上何時何地有人類受苦受辱，一定要選邊站。保持中立只會助長壓迫者，而不是受害者。
- 忘記罹難者就等於二度殺死他們。我無法阻止第一次死亡，但一定會盡力防止他們被二度殺害。
- 沒有哪些人種更優越；沒有哪些宗教較次等。所有的集體判斷都是錯的，只有種族歧視者才會做出集體判斷。
- 愛的相反不是仇恨，而是漠不關心。美麗的相反不是醜陋，而是漠不關心。生命的相反不是死亡，而是介於兩者間的漠不關心。
- 友誼對人生來說比愛情更重要。愛情可能造成困擾，而友誼則只有分享。